# Archytas peruanus
Archytas peruanus är en tvåvingeart som beskrevs av Charles Howard Curran 1928. Archytas peruanus ingår i släktet Archytas och familjen parasitflugor. Inga underarter finns listade i Catalogue of Life.